# Adam Burkardt

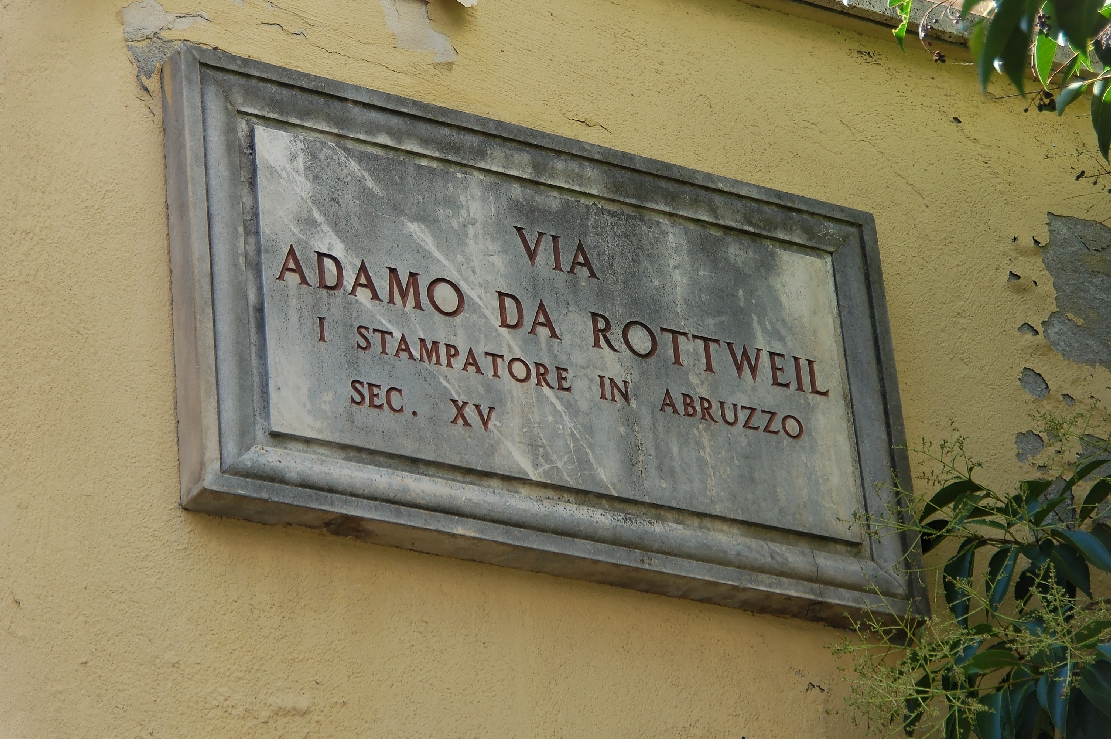
La via dedicata ad Adamo da Rottweil nel centro dell'Aquila

Adam Burkardt, anche noto come Adamo da Rottweill (Rottweil, metà del XV secolo – L'Aquila, ...), è stato un tipografo tedesco ricordato per essere stato uno dei primi stampatori in Italia.

## Biografia
Meglio conosciuto in Italia come Adamo da Rottweil (o Rotwil), fu allievo e collaboratore di Johannes Gutenberg, l'inventore della stampa a caratteri mobili. Da quest'ultimo chiese ed ottenne il permesso per aprire una tipografia all'Aquila, città in cui si insediò nell'ottobre del 1481. Il 5 novembre dello stesso anno ottenne anche la concessione del magistrato cittadino e iniziò così la propria attività di stampatore.
La tipografia del Burkardt fu la prima del Regno di Napoli e la terza in Italia dopo quelle di Venezia (1469) e Foligno (1470). Consolidò il prestigio e il potere economico dell'Aquila che in quel periodo divenne la seconda più importante del Regno dopo la capitale, Napoli. I primi due incunaboli stampati in città sono ancora oggi conservati presso la biblioteca provinciale Salvatore Tommasi.
In virtù di questo legame storico, nel 1988 le città di Rottweil e L'Aquila hanno ufficializzato un gemellaggio istituzionale ed una rappresentanza tedesca è sempre presente durante il corteo della Perdonanza Celestiniana. All'Aquila, inoltre, molti istituti e laboratori culturali portano il nome dello stampatore tedesco, cui è stata anche dedicata una via (con relativa targa) nel centro storico.